# 日本園芸療法普及協会
日本園芸療法普及協会（にほんえんげいりょうほうふっきゅうきょうかい）とは、園芸療法実践者の育成と社会的地位の向上を主目的に、2004年1月に設立された団体。

## 概要
園芸関連専門学校、園芸店、造園施工社、園芸資材メーカーの代表者で、園芸療法を専門性のある職業として確立するための活動を続ける。

## 活動
2004年～2005年は、主に園芸療法のモデルの構築、指導者の養成に関する研究事業（文部科学省補助事業として）を行い、続く2006年-2008年は、実践者の育成（基礎講座開講）と実践施設・研修施設の確保、実践レベルの向上、活動プログラムの蓄積を行ってきた。
資格（1・2級リーダー）取得者は341名（2009年12月31日現在）